# Horst Langer (Tischtennisspieler)
Horst Langer (* 10. Juli 1939 in Hirschberg) ist ein ehemaliger deutscher Tischtennisspieler. Er war zweimal deutscher Meister im Doppel. Außerdem gewann er 2002 die Weltmeisterschaft der Senioren.

## Werdegang
1950 trat Langer dem Verein TTV Metelen bei. 1957 wurde er Deutscher Meister der Jugend. In den Folgejahren gehörte er zu den besten Spielern in Deutschland. Zweimal Deutscher Meister im Doppel, mit Metelen Deutscher Meister und zweifacher Pokalsieger waren seine weiteren Erfolge. Ende der 1950er Jahre nahm er an drei Länderkämpfen teil. Erstmals wurde er im Mai 1958 für den Kampf gegen Dänemark nominiert, bei dem er zwei Einzel verlor und eines gewann. 1959 wurde er auf Platz 7 der deutschen Rangliste geführt.
Später feierte Langer noch einige Erfolge im Seniorensport. So gewann er mit dem TTC Heiligenhaus 1987 und 1988 die deutsche Mannschaftsmeisterschaft der Senioren. Bei der 11. Senioren-WM in Luzern 2002 wurde er Weltmeister im Einzel. 2005 gewann er die Senioren-Europameisterschaft im Einzel, im Doppel holte er Silber. Zusammen mit seinem Bruder Jürgen wurde er 2010 Seniorenweltmeister im Doppel Ü65. Zudem holte er Gold im Einzel Ü70.
2019 spielte Langer noch aktiv in der Landesliga beim TTSC Mülheim 71.
Im Jahr 2023 nahm er zum sechsten Mal gemeinsam mit seinem Bruder Jürgen bei einer Senioreneuropameisterschaft teil. Langer beendete seine aktive Karriere vor seinem Bruder, der Ende Dezember 2024 seine Laufbahn enden ließ.
Langer ist Ehrenmitglied vom TTV Metelen.

## Privat
Langer hat einen Sohn (Thomas) und eine Tochter (Indra). Er war Versicherungskaufmann. Sein Bruder Jürgen spielte zeitweise mit ihm zusammen in der Oberligamannschaft von Metelen.

## Erfolge
- Teilnahme an der Tischtennisweltmeisterschaft 1959 in Dortmund

- Nationale deutsche Meisterschaften
  - 1958 Neumünster:      Doppel 1. Platz (mit Hans Wilhelm Gäb)
  - 1960 Essen:           Doppel 1. Platz (mit Hans Wilhelm Gäb)
  - 1961 Wolfsburg:       Doppel 2. Platz (mit Hans Wilhelm Gäb)

- Deutsche Mannschaftsmeisterschaften
  - 1959 Berlin:    Sieger mit TTV Metelen

- Deutsche Pokalmeisterschaften
  - 1958 München:   Sieger mit TTV Metelen
  - 1962 Bottrop:   Sieger mit TTV Metelen

- Deutschlandpokal
  - 1959 Düsseldorf:  Platz 1 mit WTTV

- Deutsche Jugendmeisterschaften
  - 1956 Donaueschingen:   2. Platz Doppel (mit Norbert Witte)
  - 1957 Berlin:           Deutscher Meister im Einzel, 2. Platz Doppel (mit Gregor Schwaning)

- Seniorenturniere
  - 2002 Luzern – Weltmeisterschaft Senioren Ü60: 1. Platz Einzel
  - 2005 Bratislava – Europameisterschaft Senioren Ü65: 1. Platz Einzel, 2. Platz Doppel (mit Dieter Lippelt)
  - 2007 Rotterdam – Europameisterschaft Senioren Ü65: 1. Platz Doppel (mit Bruder Jürgen Langer)
  - 2009 Poreč – Europameisterschaft Senioren Ü65: 1. Platz Doppel (mit Jürgen Langer) sowie 1. Platz Einzel in der Klasse Ü70
  - 2010 Berlin – Deutsche Meisterschaft Ü70: 1. Platz Einzel, 1. Platz Doppel (mit Dieter Lippelt)
  - 2010 Hohut – Weltmeisterschaft Senioren Ü70: 1. Platz Einzel, Ü65: 1. Platz Doppel (mit Jürgen Langer)

## Vereine
- - 1950–1975 TTV Metelen
  - 1975–1979 TGH Wetter
  - 1979–2001 TTC Heiligenhaus
  - 2001–2004 Post SV Mülheim
  - seit 2004 TTSC Mülheim

## Turnierergebnisse
| Verband | Veranstaltung     | Jahr | Ort      | Land | Einzel     | Doppel    | Mixed      | Team |
| ------- | ----------------- | ---- | -------- | ---- | ---------- | --------- | ---------- | ---- |
| FRG     | Weltmeisterschaft | 1959 | Dortmund | FRG  | letzte 128 | letzte 64 | letzte 128 |      |